# المسجد البابري
المَسْجِدُ البَابُرِيُّ أو مَسْجِدُ بَابُر نسبة إلى ظهير الدين بابر مؤسس سلطنة المغول الهندية الذي أمر ببنائه. يقع في مدينة أيوديا في أُتَر بَردِيش الهندية،. وفقا لنقوش المسجد، فقد بني في 1528 م (935 هـ) من قبل مير باقي بأمر من السلطان المغولي. وهو في موقع متنازع عليه بين المسلمين والهندوس. في تاريخ 6 ديسمبر بعام 1992 قام 15.000 هندوسي متعصب بهدم المسجد أمام أنظار العالم وهم من أتباع منظمة بهارتيه جنتا بارتي المنظمة الهندوسية المتعصبة التي وصلت لحكم الهند سنة 1998.

## موقع المسجد
يقع المسجد على هضبة راماكوت وهي الهضبة التي يؤمن الهندوس أنه بني فيه المعبد الذي ولدت فيها الآلهة راما. ويؤمنون أيضا أن المسجد بني على أنقاض المعبد وهو الأمر الذي لم يستطع علماء الآثار الهنود إثباته تحديدا ولكن بالمقابل أثبتت الحفريات الأثرية الهندية الأخيرة أن المسجد قد بني على أنقاض معبد شيفا وأثبت ذلك بأدلة من بقايا أساسات وجدت تحت أنقاض المسجد البابري ويستند الهنود على ذلك الإكتشاف الأثري الجديد كدليل إضافي على وجود معبد راما في الموقع أو على الأقل أن المسجد أُقيم على أساسات معبد هندوسي.

## نبذة تاريخية
يسمى المسجد البابُريَّ نسبة إلى «بابر» أول إمبراطور مغولي حكم الهند، وقد أنشأه نائبه في عام 1528 م، وكانت توجد على مختلف
أجزاء المسجد نقوش عربية وفارسية تدل على هذا الأمر. ولكن الهندوس يعتقدون أن المسجد أقيم على مسقط رأس الإله راما، وأن الإمبراطور بابر هدم معبدًا هندوسيًا كان قائمًا على المكان ثم بنى مسجدًا عليه.
ظل المسلمون في مدينة أيوديا يصلون في هذا المسجد من دون انقطاع لأربعة قرون إلى أن بدأت المشاكل للمرة الأولى عام 1855
خلال عهد الأمير واجد علي شاه حاكم إقليم أوده حين ادعى الهندوس للمرة الأولى أن جزءًا من فناء المسجد يحتوي على المكان
الذي ولد فيه الإله الهندوسي راما. وكان الإنكليز آنذاك يثيرون القلاقل في الإقليم ليبرروا استيلائهم عليه، خصوصًا إبان ثورة الهند الكبرى في عام 1857، وشجعوا على وضع كتب تاريخية تقول إن بابر هدم المعبد الهندوسي الذي كان قائمًا في المكان حيث
مسقط رأس الإله راما، ثم أنشأ عليه مسجدًا.
وثارت المشكلة مرة ثانية عام 1885 حين حاول كاهن هندوسي أن يقيم سقفًا فوق المنصة التي كان الأمير واجد علي شاه قد سمح بإنشائها في فناء المسجد (1855). واعترض المسلمون على ذلك ولجأوا إلى المحكمة العليا التي أصدرت في عام 1886 حكمًا لصالحهم.
وكان رئيس المحكمة هندوسيًا من البراهمة.
وفي عام 1934، ثارت اضطرابات طائفية بين الهندوس والمسلمين في أيوديا، ونتجت عنها أضرار بالمسجد أصلحتها الحكومة البريطانية. وفي عام 1936، ثار خلاف بين المسلمين أنفسهم، فزعم الشيعة أن المسجد لهم بينما زعم أهل السنة أنه لهم، وحكم
مدير الأوقاف حينذاك انه «مسجد سني» لأن منشئه كان «سنيًا» والمسجد من هذه الناحية القانونية يتبع هيئة الأوقاف السنية في ولاية
أوتار براديش.

## الجذور القريبة لمشكلة المسجد الحالية
وأما قضية المسجد البابري الحالية فتعود إلى حادثة وقعت ليل 22-23 كانون الأول 1949، حين توجه كاهن هندوسي، إسمه أبهيه رام داس، ومعه نحو خمسين من تلامذته ومريديه، فتسلقوا جدران المسجد تحت جنح الظلام ووضعوا تماثيل راما داخل المسجد،
وانطلقوا في الصباح يبشرون بأن «الإله راما ظهر في المسجد». واستغل مأمور البلدة القضائي سلطاته فعين حارسًا هندوسيًا على
مبنى المسجد وكاهنًا رسميًا على نفقة الحكومة، وأمر المسلمين بألا يقتربوا أكثر من مسافة 200 ياردة من المسجد «خوفًا على الأمن».
ولم تلغِ الحكومة قرار المأمور القضائي، واكتفت بمنع المسلمين والهندوس من المساس بالمبنى وتغيير معالمه.
لجأ المسلمون إلى المحاكم، وأيدت الحكومة موقفهم في المحكمة كما يتضح من ملفات القضية.
ولكن المحكمة اكتفت بوضع قفل على باب المسجد من دون إصدار حكم حول ملكية المسجد. وظل المسجد تحت وصاية الكاهن الهندوسي.

## هدم المسجد

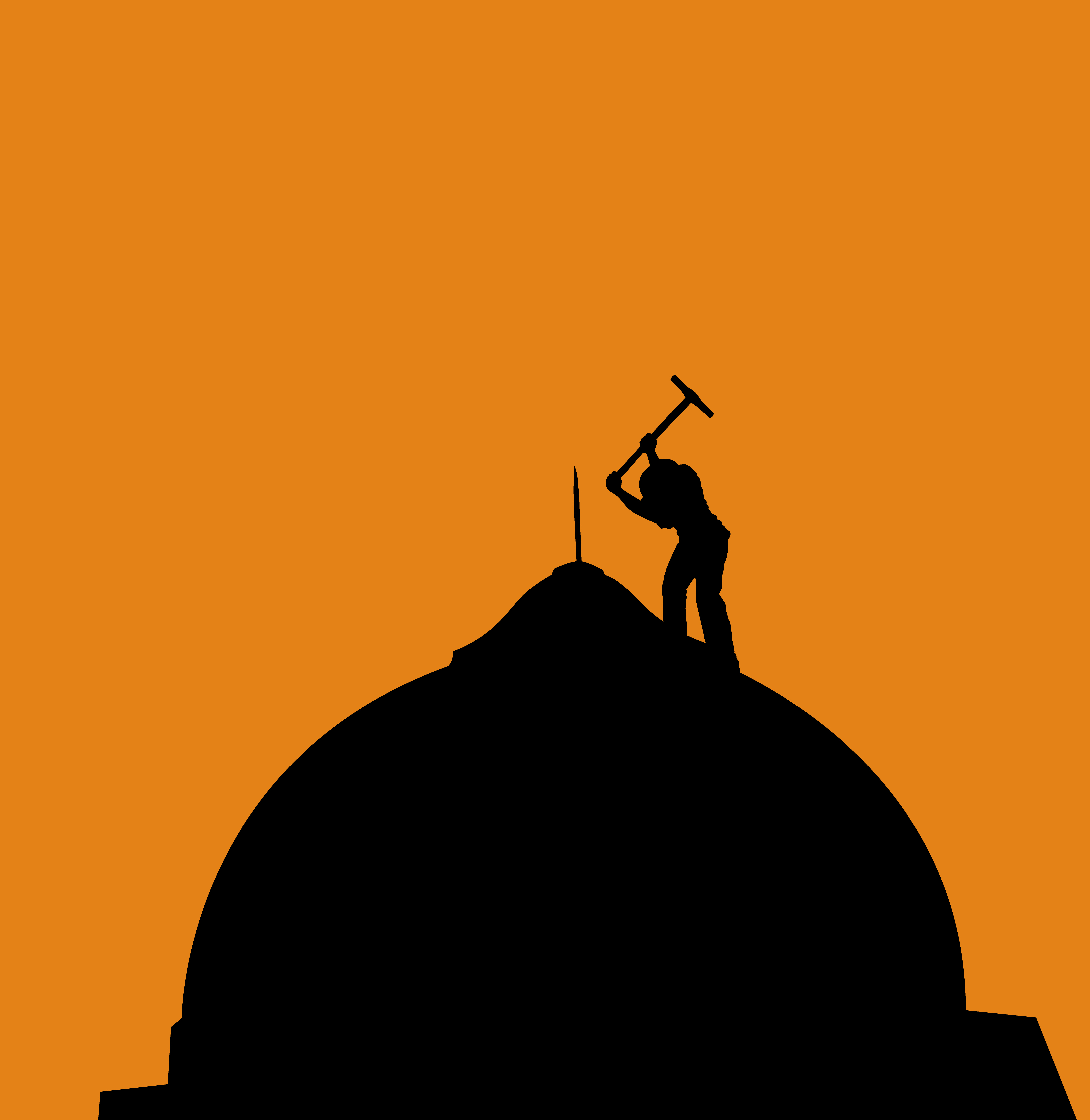
ملصقة حول حادثة الهدم

في تاريخ 6 ديسمبر بعام 1992 قام 15.000 هندوسي متعصب بهدم المسجد أمام أنظار العالم وهم من أتباع منظمة بهارتيه جنتا بارتي المنظمة الهندوسية المتعصبة التي وصلت لحكم الهند سنة 1998.
وظل المسلمون منذ ذلك الحين يطالبون بإعادة بناء المسجد، بينما واصل الهندوس المطالبة ببناء معبد في الموقع الذي يقولون إنّ معبودهم راما قد ولد فيه. وطُعن في حكم المحكمة الإبتدائية الخاص بتقاسم الموقع بين الهندوس والمسلمون فكان قرار المحكمة العليا بتسليم كامل الموقع لهيئة تكون مسؤولة عن إنشاء معبد هندوسي عليه  وبالمقابل أمرت المحكمة العليا الحكومة الهندية بمنح المسلمين قطعة أرض بنفس المساحة لإقامة مسجد عليها

## تقسيم موقع المسجد بين المسلمين والهندوس

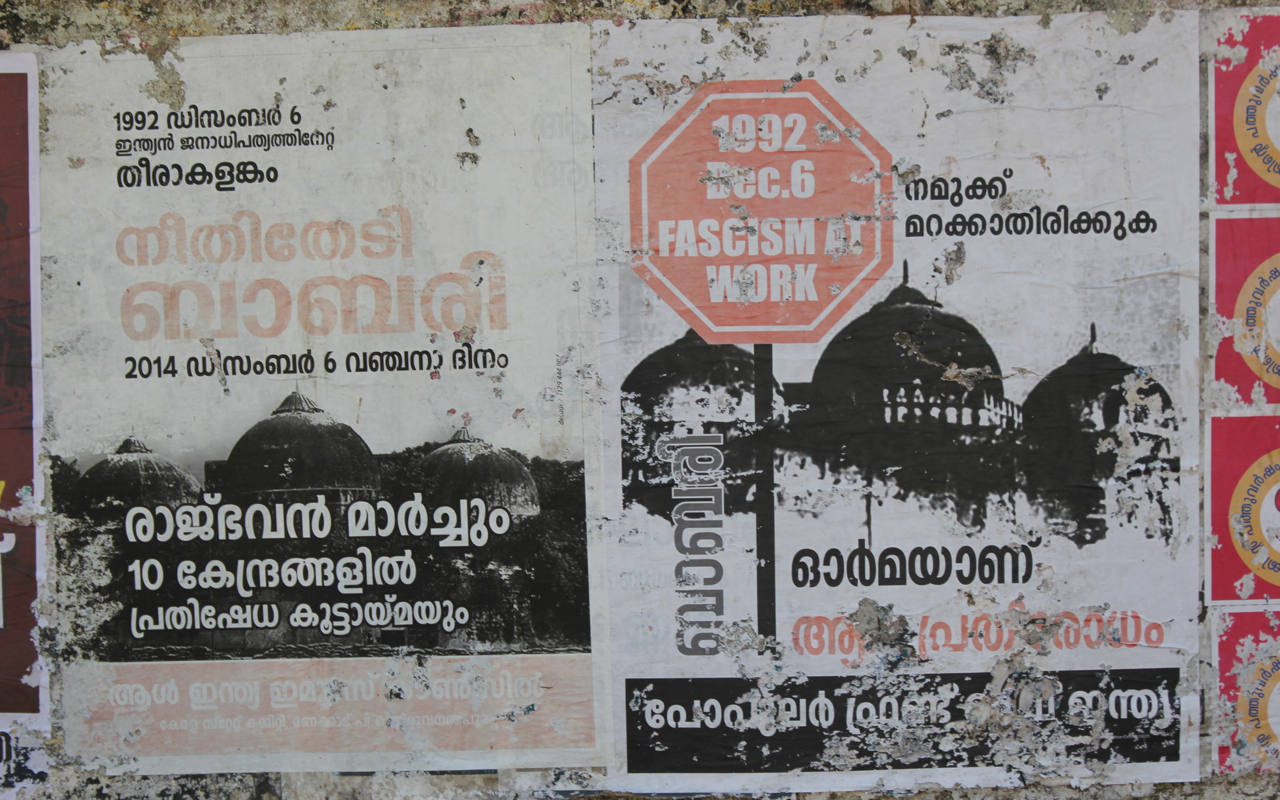
ملصقة في جدار في ذكرا هدم المسجد

في سبتمبر 2010 أصدرت محكمة هندية قرارًا يقضي بتقسيم موقع المسجد إلى ثلاثة أقسام، ثلث للمسلمين، وثلثان للجماعات الهندوسية المختلفة. وعقب الحكم، قال محامي أحد المدعين الهندوس للصحفيين إن «أغلبية القضاة حكموا بأن المكان هو الذي شهد جلوس راما على العرش، إنه مكان ميلاد راما».
أما قبل صدور الحكم، فقد سيطرت حالة من القلق والترقب على مناطق مختلفة في الهند، وبقي كثيرون في منازلهم وخزنوا المواد الغذائية. وقد وصف رئيس الوزراء الهندي مانموهان سينغ الحكم بأنه أحد أكبر التحديات التي تواجه بلاده. في هذه الأثناء، نشرت السلطات الهندية أكثر من 200 ألف شرطي في شتى أنحاء الهند تحسبًا لوقوع أي أحداث عنف طائفي.
وتوقعت رويترز أن يساعد هذا الحكم على تهدئة الطرفين المتنازعين في واحدة من أكثر الدعاوى القضائية إثارة للانقسام في تاريخ الهند، الذي بلغ ذروته عام 1992 حينما هدم الهندوس المسجد، حيث وقعت أعمال شغب من أسوأ ما شهدته الهند أسفرت عن سقوط نحو ألفي قتيل.

## تسليم الموقع للهندوس
قضت المحكمة العليا في الهند في نوفمبر 2019 بمنح ملكية الموقع للهندوس، وتخصيص مكان آخر لبناء مسجد المسلمين، زاعمةً أن المكان وجدت فيه آثار لبناء غير إسلامي قبل بناء المسجد، وأنه لا طائل من نفي اعتقاد الهندوس بأن الموقع هو مكان ميلاد الآلهة راما.
عقب صدور الحكم؛ فرضت السلطات الهندية حصاراً في المدينة، وأغلقت المتاجر والمدارس،
لكن المسلمون رفضو الحكم وطالبو بالإستئناف.
رأى الوزير الأول الهندي أن الحكم لا يعتبر فوزاً ولا خسارةً وطالب بقبول الحكم.